# Jonas Vervaeke
Jonas Vervaeke (10 januari 1992) is een Belgische voetballer die in het seizoen 2011-2012 uitkwam voor KV Kortrijk. Hij speelt nu bij  KSC Dikkelvenne .

## Carrière
Vervaeke is een jeugdproduct van KV Kortrijk: hij doorliep er de jeugdreeksen en maakte er z'n debuut in Eerste klasse. Z'n eerste wedstrijd was de Play-off II-wedstrijd tegen Zulte Waregem op 16 april 2011: hij viel in de 65e minuut in voor Stefan Scepovic. Z'n eerste basisplaats kreeg hij op 20 april 2011 tegen Westerlo. In zijn eerste seizoen in eerste klasse kwam Vervaeke aan drie wedstrijden, waaronder twee basisplaatsen. Daar kwam bij Kortrijk echter geen vervolg op, waarop Vervaeke aan de slag ging in de lagere divisies.
Vervaeke was ook jeugdinternational. Op het EK -19 in 2011 scoorde hij in de groepswedstrijd tegen Turkije in blessuretijd de gelijkmaker. Ondanks dat doelpunt eindigde België toch als laatste in z'n groep.
Sinds eind 2019 is hij werkzaam bij APL te Zwevegem als polyvalent medewerker.

## Statistieken
| Seizoen | Club                     | Land   | Reeks                  | Wed | Goals |
| ------- | ------------------------ | ------ | ---------------------- | --- | ----- |
| 2010/11 | KV Kortrijk              | België | Jupiler League         | 3   | 0     |
| 2011/12 | KV Kortrijk              | België | Jupiler League         | 0   | 0     |
| 2012/13 | Sint-Eloois-Winkel Sport | België | Vierde klasse A        |     |       |
| 2013/14 | Sint-Eloois-Winkel Sport | België | Vierde klasse A        |     |       |
| 2014/15 | KMSK Deinze              | België | Derde klasse A         |     |       |
| 2015/16 | FC Knokke                | België | Vierde klasse A        |     |       |
| 2016/17 | KFC Izegem               | België | Tweede klasse amateurs |     |       |
| 2017/18 | KSC Menen                | België | Derde klasse amateurs  |     |       |
| 2018/19 | KSC Menen                | België | Tweede klasse amateurs |     |       |
|         |                          |        | Totaal                 | 3   | 0     |